# 通商司
通商司（つうしょうし）とは、明治時代初期に設立された経済官庁。通商司は、旧暦明治2年2月22日（1869年4月3日）から廃止される明治4年7月5日（1871年8月20日）までの間、貿易事務管理機構として設置された。しかし、本来の貿易事務管理業務以外に、国内の商業・金融・開運・物価調整・産業貿易関係法の立案など、広範囲な業務に携わった。

## 為替会社と通商会社
通商司は、商法司（明治元年閏4月25日＝1868年6月15日設立）の権限を引き継ぎ、外国貿易や国内の通商全般を統一的に掌握することに努めた。 三都および開港場などの要地には、府藩県が商業会所を建設することは、市場の流通を阻害するものであるという理由で、一切撤廃することを通達している。
そして、三都および開港場に特権的な権限を持つ組織として、為替会社と通商会社を設置した。通商会社は商業振興や国内諸商品売買の仲介・外国貿易を統括し、為替会社では預金・紙幣発行・資金貸出・為替・洋銀・両替などの金融業務を管轄した。
通商会社･為替会社は、加入に制限がなく、それぞれが差し出した身元金に対し、月一歩（1％）の利息と利益配当が受けられ、株券譲渡も自由であった。これは、不十分ながらも「株式会社形態」の先駆であり、殊に為替会社は、東京、京都、横浜、大津、大阪、新潟、神戸、敦賀の8ヶ所に設置され、後の民間銀行設立に向けて大きな役割を果たした。

## 通商司の廃止
明治4年7月5日（1871年8月20日）、事務を大蔵省に引き継ぎ、解散された。